# Fagerstrand
Fagerstrand är en  tätort i Nesoddens kommun i Akershus fylke i sydöstra Norge. Orten är den näst största på halvön Nesodden mellan Bunnefjorden och Oslofjorden och är belägen söderut på halvöns västra sida. Fagerstrand har i dag funktionen som en bostadsförort till Oslo dit man tar sig på cirka en timme med buss eller båt.
Namnet Fagerstrand är skapat i början av nittonhundratalet, då det ersatte det tidigare  gårdsnamnet Grisebu.